# Élections législatives de 2002 dans les Landes
Les élections législatives françaises de 2002 se déroulent les 9 et 16 juin 2002. Dans le département des Landes, trois députés sont à élire dans le cadre de trois circonscriptions.

## Élus
| Circonscription | Député sortant    | Parti | Parti | Député élu ou réélu | Parti | Parti |
| --------------- | ----------------- | ----- | ----- | ------------------- | ----- | ----- |
| 1re             | Alain Vidalies    |       | PS    | Alain Vidalies      |       | PS    |
| 2e              | Jean-Pierre Dufau |       | PS    | Jean-Pierre Dufau   |       | PS    |
| 3e              | Henri Emmanuelli  |       | PS    | Henri Emmanuelli    |       | PS    |

## Résultats

### Résultats à l'échelle du département
| Parti                                      | Parti                               | Premier tour | Premier tour | Second tour | Second tour | Sièges |
| Parti                                      | Parti                               | Voix         | %            | Voix        | %           | Sièges |
| ------------------------------------------ | ----------------------------------- | ------------ | ------------ | ----------- | ----------- | ------ |
|                                            | Parti socialiste                    | 72 133       | 40,37        | 92 043      | 54,79       | 3      |
|                                            | Parti communiste français           | 9 359        | 5,24         |             |             | 0      |
|                                            | Les Verts                           | 4 927        | 2,76         | 0           |             |        |
|                                            | Pôle républicain                    | 349          | 0,20         | 0           |             |        |
|                                            | Gauche parlementaire                | 86 768       | 48,56        | 92 043      | 54,79       | 3      |
|                                            |                                     |              |              |             |             |        |
|                                            | Union pour un mouvement populaire   | 47 820       | 26,77        | 75 942      | 45,21       | 0      |
|                                            | Union pour la démocratie française  | 8 651        | 4,84         |             |             | 0      |
|                                            | Divers droite                       | 7 333        | 4,10         | 0           |             |        |
|                                            | Mouvement pour la France            | 948          | 0,53         | 0           |             |        |
|                                            | Majorité présidentielle             | 64 752       | 36,24        | 75 942      | 45,21       | 0      |
|                                            |                                     |              |              |             |             |        |
|                                            | Chasse, pêche, nature et traditions | 11 010       | 6,16         |             |             | 0      |
|                                            | Front national                      | 10 767       | 6,03         | 0           |             |        |
|                                            | Extrême gauche dont LCR, LO et PT   | 4 316        | 2,42         | 0           |             |        |
|                                            | Mouvement national républicain      | 1 052        | 0,59         | 0           |             |        |
|                                            |                                     |              |              |             |             |        |
| Inscrits                                   | Inscrits                            | 259 623      | 100,00       | 259 589     | 100,00      | 3      |
| Abstentions                                | Abstentions                         | 76 656       | 29,53        | 84 654      | 32,61       |        |
| Votants                                    | Votants                             | 182 967      | 70,47        | 174 935     | 67,39       |        |
| Blancs et nuls                             | Blancs et nuls                      | 4 302        | 2,35         | 6 950       | 3,97        |        |
| Exprimés                                   | Exprimés                            | 178 665      | 97,65        | 167 985     | 96,03       |        |
| Source : Ministère de l'Intérieur - Landes |                                     |              |              |             |             |        |

### Résultats par circonscription

#### Première circonscription (Mont-de-Marsan)
| Candidat       | Candidat                     | Parti          | Premier tour | Premier tour | Second tour | Second tour |  |
| Candidat       | Candidat                     | Parti          | Voix         | %            | Voix        | %           |  |
| -------------- | ---------------------------- | -------------- | ------------ | ------------ | ----------- | ----------- |  |
|                | Alain Vidalies sortant réélu | PS             | 22 192       | 38,64        | 28 262      | 52,08       |  |
|                | Louis Lauga                  | UMP            | 15 110       | 26,31        | 26 007      | 47,92       |  |
|                | Pierre Junca                 | UDF            | 5 422        | 9,44         |             |             |  |
|                | Raymond Grégoire             | FN             | 3 838        | 6,68         |             |             |  |
|                | Xavier Collongues            | CPNT           | 3 333        | 5,8          |             |             |  |
|                | Guy Duvignac                 | Divers droite  | 1 793        | 3,12         |             |             |  |
|                | Véronique Castaignède        | Les Verts      | 1 751        | 3,05         |             |             |  |
|                | Bernadette Curculosse        | PCF            | 1 724        | 3            |             |             |  |
|                | Henri Saussol                | LCR            | 772          | 1,34         |             |             |  |
|                | Jean-Paul Paroutaud          | MNR            | 445          | 0,77         |             |             |  |
|                | Monique Oratto               | LO             | 399          | 0,69         |             |             |  |
|                | Guy Bertrand                 | CNIP           | 394          | 0,69         |             |             |  |
|                | Luc Lestrade                 | PT             | 265          | 0,46         |             |             |  |
|                |                              |                |              |              |             |             |  |
| Inscrits       | Inscrits                     | Inscrits       | 84 368       | 100,00       | 84 354      | 100,00      |  |
| Abstentions    | Abstentions                  | Abstentions    | 25 580       | 30,32        | 27 719      | 32,86       |  |
| Votants        | Votants                      | Votants        | 58 788       | 69,68        | 56 635      | 67,14       |  |
| Blancs et nuls | Blancs et nuls               | Blancs et nuls | 1 350        | 2,3          | 2 366       | 4,18        |  |
| Exprimés       | Exprimés                     | Exprimés       | 57 438       | 97,7         | 54 269      | 95,82       |  |

#### Deuxième circonscription (Dax)
| Candidat       | Candidat                          | Parti          | Premier tour | Premier tour | Second tour | Second tour |  |
| Candidat       | Candidat                          | Parti          | Voix         | %            | Voix        | %           |  |
| -------------- | --------------------------------- | -------------- | ------------ | ------------ | ----------- | ----------- |  |
|                | Jean-Pierre Dufau sortant réélu   | PS             | 23 282       | 35,84        | 32 319      | 52,39       |  |
|                | Jacques Forté                     | UMP            | 19 389       | 29,84        | 29 369      | 47,61       |  |
|                | Pierrette Fontenas                | PCF            | 4 512        | 6,95         |             |             |  |
|                | Robert Lafitte                    | CPNT           | 4 156        | 6,4          |             |             |  |
|                | Laurent Martin-Desmarets de Maill | FN             | 4 065        | 6,26         |             |             |  |
|                | Henri Fabères                     | Divers droite  | 3 610        | 5,56         |             |             |  |
|                | Bernard Lauga                     | Les Verts      | 1 961        | 3,02         |             |             |  |
|                | Bernard Lubet                     | RPF            | 1 536        | 2,36         |             |             |  |
|                | Emmanuel Bichindaritz             | LCR            | 707          | 1,09         |             |             |  |
|                | Patrick Donati                    | Extrême gauche | 611          | 0,94         |             |             |  |
|                | Pascal Castera                    | LO             | 520          | 0,8          |             |             |  |
|                | France Prenat                     | MPF            | 330          | 0,51         |             |             |  |
|                | Mercédes Blanc                    | MNR            | 288          | 0,44         |             |             |  |
|                |                                   |                |              |              |             |             |  |
| Inscrits       | Inscrits                          | Inscrits       | 95 940       | 100,00       | 95 934      | 100,00      |  |
| Abstentions    | Abstentions                       | Abstentions    | 29 583       | 30,83        | 31 889      | 33,24       |  |
| Votants        | Votants                           | Votants        | 66 357       | 69,17        | 64 045      | 66,76       |  |
| Blancs et nuls | Blancs et nuls                    | Blancs et nuls | 1 390        | 2,09         | 2 357       | 3,68        |  |
| Exprimés       | Exprimés                          | Exprimés       | 64 967       | 97,91        | 61 688      | 96,32       |  |

#### Troisième circonscription (Saint-Sever)
| Candidat       | Candidat                       | Parti            | Premier tour | Premier tour | Second tour | Second tour |  |
| Candidat       | Candidat                       | Parti            | Voix         | %            | Voix        | %           |  |
| -------------- | ------------------------------ | ---------------- | ------------ | ------------ | ----------- | ----------- |  |
|                | Henri Emmanuelli sortant réélu | PS               | 26 659       | 47,39        | 31 462      | 60,47       |  |
|                | Robert Lucas                   | UMP              | 13 321       | 23,68        | 20 566      | 39,53       |  |
|                | Diane de Roualle               | CPNT             | 3 521        | 6,26         |             |             |  |
|                | Paul Lemoine                   | UDF              | 3 229        | 5,74         |             |             |  |
|                | Yves Lahoun                    | PCF              | 3 123        | 5,55         |             |             |  |
|                | Hélène Rochefort               | FN               | 2 864        | 5,09         |             |             |  |
|                | Jacques Papon                  | Les Verts        | 1 215        | 2,16         |             |             |  |
|                | Brigitte Cozet                 | LCR              | 621          | 1,1          |             |             |  |
|                | Michelle Robbe                 | MPF              | 618          | 1,1          |             |             |  |
|                | Yves Vaunaize                  | LO               | 421          | 0,75         |             |             |  |
|                | Roselyne Vautrelle             | Pôle républicain | 349          | 0,62         |             |             |  |
|                | Claudine Barat                 | MNR              | 319          | 0,57         |             |             |  |
|                |                                |                  |              |              |             |             |  |
| Inscrits       | Inscrits                       | Inscrits         | 79 315       | 100,00       | 79 301      | 100,00      |  |
| Abstentions    | Abstentions                    | Abstentions      | 21 493       | 27,1         | 25 046      | 31,58       |  |
| Votants        | Votants                        | Votants          | 57 822       | 72,9         | 54 255      | 68,42       |  |
| Blancs et nuls | Blancs et nuls                 | Blancs et nuls   | 1 562        | 2,7          | 2 227       | 4,1         |  |
| Exprimés       | Exprimés                       | Exprimés         | 56 260       | 97,3         | 52 028      | 95,9        |  |